# 賈乾瑞
贾乾瑞（1915年—2015年11月22日），男，陕西朝邑（今属大荔县）人，中华人民共和国政治人物。

## 生平
1934年参加革命，1935年加入中国共产党，担任中国工农红军副政治指导员、实习科员、团特派员等职，参加了陕北劳山、直罗镇、榆林桥、会宁战役等。中國抗日战争时期，历任营政治教导员、营长、副团长等职。第二次国共内战期间，担任渤海军区第十八团团长，军分区副司令员，参加了天津战役等。
中华人民共和国成立后，在1949年至1950年，任中国人民解放军渤海军区沧南军分区司令员。后任军事学院高级系班副主任、训练协理员、班主任，商丘步兵学校校长、基地司令员，后升任中国人民解放军国防科学技术委员会副主任兼国防科委干部学校校长等职。1955年被授予大校军衔，1964年晋升为少将军衔，先后荣获二级八一勋章、二级独立自由勋章、二级解放勋章和一级红星功勋荣誉章。2015年11月22日在北京逝世，享年100岁。